# Giovanni Sartori (politico)
Giovanni Sartori (Bra, 1º ottobre 1894 – 6 novembre 1961) è stato un politico italiano.

## Biografia
Sindaco della sua città natale dall'aprile 1946 al maggio 1948, venne eletto dalla I alla III legislatura con la Democrazia Cristiana. Morì durante lo svolgimento della carica di senatore, venendo sostituito da Ermenegildo Bertola.